# Atractotomus marcoi
Atractotomus marcoi är en insektsart som beskrevs av Carapezza 1982. Atractotomus marcoi ingår i släktet Atractotomus och familjen ängsskinnbaggar. Inga underarter finns listade i Catalogue of Life.